# Autoroute 412 (Ontario)
L'autoroute 412 est une autoroute, anciennement à péage, de la province canadienne de l'Ontario. L'autoroute est d'une longueur de 8,9 kilomètres et relie l'autoroute 401 au prolongement est de l'autoroute 407. Elle est située entièrement à Whitby, dans la municipalité régionale de Durham, près de la limite entre Whitby et les villes d'Ajax et de Pickering.
Encore au stade de la planification, la route est connue comme le West Durham Link. Son numéro définitif est toutefois confirmé par le ministère des Transports de l'Ontario (MTO), le 6 février 2015, simultanément avec la confirmation de la désignation de l'autoroute 418. L'ouverture de l'autoroute a été retardée. Initialement prévue en octobre 2015, elle est finalement inaugurée le 20 juin 2016, soit le même jour que l'ouverture du prolongement de l'autoroute 407 du chemin Brock à Pickering jusqu'au chemin Harmony à Oshawa. En compensation pour les retards, le ministère des Transports de l'Ontario décide alors de ne pas acquitter les droits de péage jusqu'au 1er février 2017. 

## Itinéraire

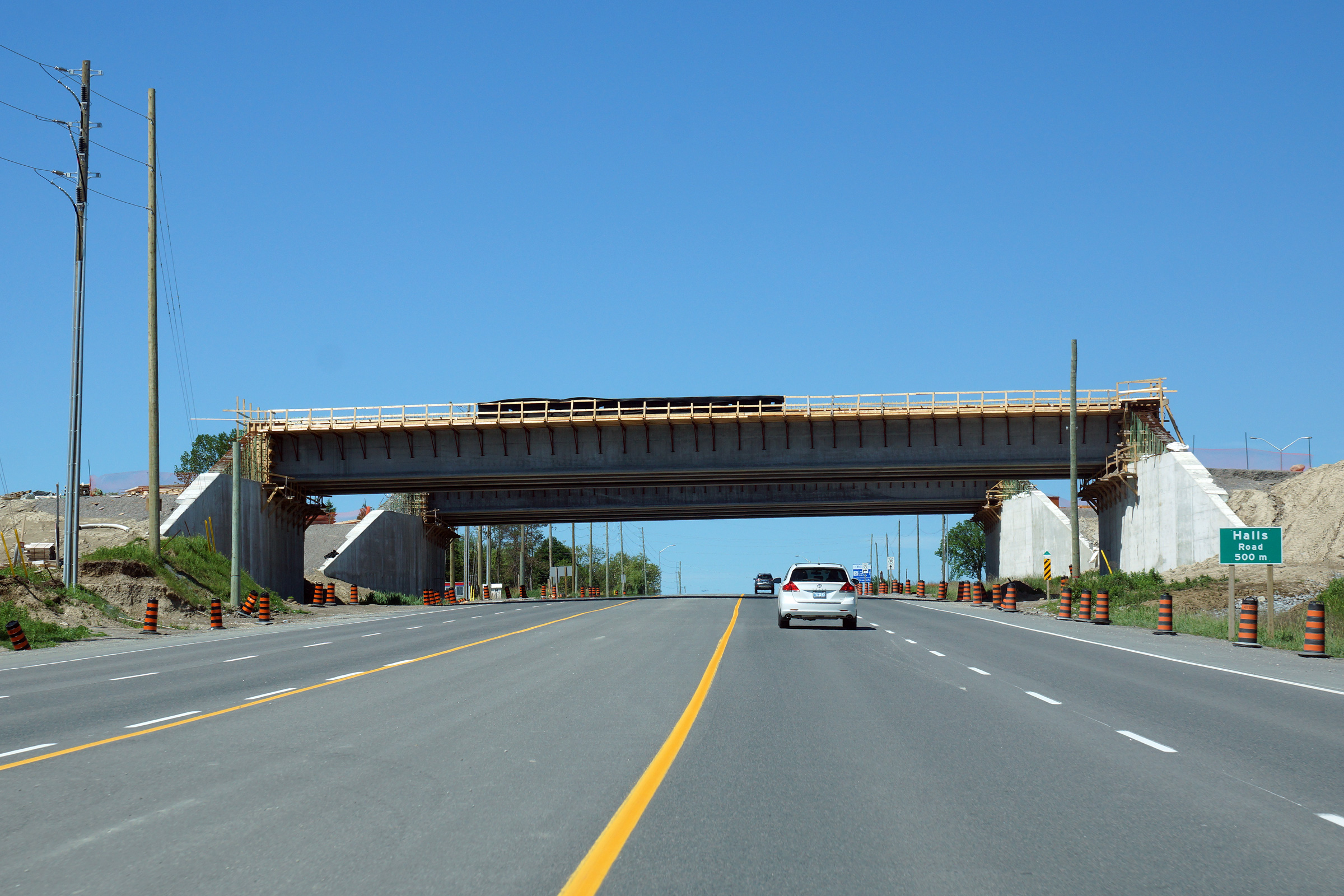
La route 7 passe sous le viaduc de l'autoroute 412 toujours en construction, en juin 2015.

L'autoroute 412 est une autoroute à péage de 8,9 kilomètres qui relie l'autoroute 401 à l'autoroute 407. Elle est constituée de quatre voies, soit deux dans chaque direction.

## Histoire
Le 18 février, 2022, le gouvernement a annoncé que les péages sur l'autoroutes 412 et 418 seront éliminés le 1 avril, 2022.